# Solana del Pui
La Solana del Pui és una solana del terme municipal de Castell de Mur, dins de l'antic terme de Guàrdia de Tremp, al Pallars Jussà. Es troba en territori de la vila de Guàrdia de Noguera.
Està situada a la riba esquerra del Barranc d'Arguinsola, a ponent de les Coscolletes i al nord-oest de la partida d'Arguinsola. És la part més meridional dels contraforts del Serrat del Pui.